# Желонья
Желонья — река в Калужской области России, протекает по территории Износковского района. Устье реки находится в 25 км по левому берегу реки Истры (бассейн Угры). Длина реки составляет 32 км, площадь водосборного бассейна — 111 км².

## Данные водного реестра
По данным государственного водного реестра России относится к Окскому бассейновому округу, водохозяйственный участок реки — Угра от истока и до устья, речной подбассейн реки — Бассейны притоков Оки до впадения Мокши. Речной бассейн реки — Ока.
Код объекта в государственном водном реестре — 09010100412110000021092.

### Притоки (км от устья)
- 4,2 км: река Восток (лв)